# Bretteville-sur-Ay
Bretteville-sur-Ay település Franciaországban, Manche megyében. Lakosainak száma 436 fő (2022. január 1.). Bretteville-sur-Ay Saint-Germain-sur-Ay és La Haye községekkel határos.

## Népesség
A település népességének változása:
| Lakosok száma | 367  | 321  | 302  | 331  | 392  | 388  | 382  | 408  | 421  | 436  |
|               | 1968 | 1982 | 1990 | 2006 | 2013 | 2015 | 2017 | 2019 | 2020 | 2022 |